# غرينفيل (رود آيلاند)
غرينفيل (بالإنجليزية: Greenville, Rhode Island)‏ هي أماكن مخصصة للتعداد تقع في الولايات المتحدة في مقاطعة بروفيدانس. يقدر عدد سكانها بـ 8,658 نسمة ومساحتها 14.9 كم2 وترتفع عن سطح البحر 87 متر.

## التركيبة السكانية
حدّد مكتب تعداد الولايات المتحدة بيانات التركيبة السكانية لغرينفيل في تعداد الولايات المتحدة. في ما يلي، التركيبة السكانية حسب تعدادي 2000 و2010.

### تعداد عام 2000
بلغ عدد سكان غرينفيل 8,626 نسمة بحسب تعداد عام 2000، وبلغ عدد الأسر 3,302 أسرة وعدد العائلات 2,314 عائلة مقيمة في المنطقة السكنية. في حين سجلت الكثافة السكانية 578.9 نسمة لكل كيلومتر مربع (1,499.3/ميل2). وبلغ عدد الوحدات السكنية 3,418 وحدة بمتوسط كثافة قدره 229.4 لكل كيلومتر مربع (594.1/ميل2).
وتوزع التركيب العرقي للمنطقة السكنية بنسبة 98.47% من البيض و0.28% من الأمريكيين الأفارقة و0.20% من الأمريكيين الأصليين و0.51% من الأمريكيين ذوي الأصول الآسيوية و0.02% من سكان جزر المحيط الهادئ و0.06% من الأعراق الأخرى و0.46% من عرقين مختلطين أو أكثر و0.58% من الهسبانيون أو اللاتينيون من أي عرق.
بلغ عدد الأسر 3,302 أسرة كانت نسبة 31.9% منها لديها أطفال تحت سن الثامنة عشر تعيش معهم، وبلغت نسبة الأزواج القاطنين مع بعضهم البعض 59.3% من أصل المجموع الكلي للأسر، ونسبة 7.9% من الأسر كان لديها معيلات من الإناث دون وجود شريك، بينما كانت نسبة 2.9% من الأسر لديها معيلون من الذكور دون وجود شريكة وكانت نسبة 29.9% من غير العائلات. تألفت نسبة 27% من أصل جميع الأسر من عدة أفراد يعيشون في نفس المنزل ونسبة 17.1% كانت تتألف من شخص يعيش بمفرده يبلغ من العمر 65 عاماً أو أكثر. وبلغ متوسط حجم الأسرة المعيشية 2.49، أما متوسط حجم العائلات فبلغ 3.05.
بلغ العمر الوسطي للسكان 43.6 عاماً. وكانت نسبة 21.7% من القاطنين تحت سن الثامنة عشر، وكانت نسبة 5.3% بين الثامنة عشر والرابعة والعشرين عاماً، ونسبة 25.4% كانت واقعةً في الفئة العمرية ما بين الخامسة والعشرين والرابعة والأربعين عاماً، ونسبة 25% كانت ما بين الخامسة والأربعين والرابعة والستين، ونسبة 17.9% كانت ضمن فئة الخامسة والستين عاماً فما فوق. يوجد لكل 100 أنثى 90.5 ذكر، ويوجد لكل 100 أنثى في الثامنة عشر من عمرها فما فوق 84.9 ذكر.
بلغ متوسط دخل الأسرة في المنطقة السكنية 56,036 دولارًا، أما متوسط دخل العائلة فبلغ 66,832 دولارًا. وكان متوسط دخل الذكور 49,671 دولارًا مقابل 31,545 دولارًا للإناث. وسجل دخل الفرد الخاص بالمنطقة السكنية 24,770 دولارًا. وكانت نسبة 1.6% من العائلات ونسبة 3.2% من السكان تحت خط الفقر، وكان من هؤلاء نسبة 1.7% تحت سن الثامنة عشر ونسبة 8.1% في الخامسة والستين من العمر وما فوق.

### تعداد عام 2010
بلغ عدد سكان غرينفيل 8,658 نسمة بحسب تعداد عام 2010، وبلغ عدد الأسر 3,447 أسرة وعدد العائلات 2,280 عائلة مقيمة في المنطقة السكنية. في حين سجلت الكثافة السكانية 581.1 نسمة لكل كيلومتر مربع (1,505.0/ميل2). وبلغ عدد الوحدات السكنية 3,610 وحدة بمتوسط كثافة قدره 242.3 لكل كيلومتر مربع (627.6/ميل2).
وتوزع التركيب العرقي للمنطقة السكنية بنسبة 97.07% من البيض و0.79% من الأمريكيين الأفارقة و0.10% من الأمريكيين الأصليين و0.88% من الأمريكيين ذوي الأصول الآسيوية و0.01% من سكان جزر المحيط الهادئ و0.44% من الأعراق الأخرى و0.72% من عرقين مختلطين أو أكثر و1.44% من الهسبانيون أو اللاتينيون من أي عرق.
بلغ عدد الأسر 3,447 أسرة كانت نسبة 27.8% منها لديها أطفال تحت سن الثامنة عشر تعيش معهم، وبلغت نسبة الأزواج القاطنين مع بعضهم البعض 54.8% من أصل المجموع الكلي للأسر، ونسبة 8.5% من الأسر كان لديها معيلات من الإناث دون وجود شريك، بينما كانت نسبة 2.9% من الأسر لديها معيلون من الذكور دون وجود شريكة وكانت نسبة 33.9% من غير العائلات. تألفت نسبة 29.9% من أصل جميع الأسر من عدة أفراد يعيشون في نفس المنزل ونسبة 19.4% كانت تتألف من شخص يعيش بمفرده يبلغ من العمر 65 عاماً أو أكثر. وبلغ متوسط حجم الأسرة المعيشية 2.40، أما متوسط حجم العائلات فبلغ 3.00.
بلغ العمر الوسطي للسكان 47.6 عاماً. وكانت نسبة 19.1% من القاطنين تحت سن الثامنة عشر، وكانت نسبة 6.6% بين الثامنة عشر والرابعة والعشرين عاماً، ونسبة 19.9% كانت واقعةً في الفئة العمرية ما بين الخامسة والعشرين والرابعة والأربعين عاماً، ونسبة 31.3% كانت ما بين الخامسة والأربعين والرابعة والستين، ونسبة 23% كانت ضمن فئة الخامسة والستين عاماً فما فوق. وتوزع التركيب الجنسي للسكان بنسبة 46.1% ذكور و53.9% إناث.

## المناخ
يظهر الجدول التالي التغييرات المناخية على مدار السنة لغرينفيل:
| البيانات المناخية لـغرينفيل       | البيانات المناخية لـغرينفيل | البيانات المناخية لـغرينفيل | البيانات المناخية لـغرينفيل | البيانات المناخية لـغرينفيل | البيانات المناخية لـغرينفيل | البيانات المناخية لـغرينفيل | البيانات المناخية لـغرينفيل | البيانات المناخية لـغرينفيل | البيانات المناخية لـغرينفيل | البيانات المناخية لـغرينفيل | البيانات المناخية لـغرينفيل | البيانات المناخية لـغرينفيل | البيانات المناخية لـغرينفيل |
| الشهر                             | يناير                       | فبراير                      | مارس                        | أبريل                       | مايو                        | يونيو                       | يوليو                       | أغسطس                       | سبتمبر                      | أكتوبر                      | نوفمبر                      | ديسمبر                      | المعدل السنوي               |
| --------------------------------- | --------------------------- | --------------------------- | --------------------------- | --------------------------- | --------------------------- | --------------------------- | --------------------------- | --------------------------- | --------------------------- | --------------------------- | --------------------------- | --------------------------- | --------------------------- |
| متوسط درجة الحرارة الكبرى °ف (°م) | 35.7 (2.1)                  | 37.6 (3.1)                  | 45.2 (7.3)                  | 58.1 (14.5)                 | 68.9 (20.5)                 | 87.2 (30.7)                 | 96.4 (35.8)                 | 79.9 (26.6)                 | 72.6 (22.6)                 | 63.7 (17.6)                 | 51.1 (10.6)                 | 38.4 (3.6)                  | 59.2 (15.1)                 |
| متوسط درجة الحرارة الصغرى °ف (°م) | 18.6 (−7.4)                 | 19.3 (−7.1)                 | 26.9 (−2.8)                 | 36.4 (2.4)                  | 45.5 (7.5)                  | 54.6 (12.6)                 | 60.7 (15.9)                 | 58.8 (14.9)                 | 51.6 (10.9)                 | 42.2 (5.7)                  | 33.3 (0.7)                  | 21.9 (−5.6)                 | 39.1 (3.9)                  |
| الهطول إنش (مم)                   | 3.2 (81)                    | 3.4 (86)                    | 3.7 (94)                    | 3.9 (99)                    | 3.6 (91)                    | 3.4 (86)                    | 3.4 (86)                    | 4.2 (110)                   | 4.0 (100)                   | 3.7 (94)                    | 5.4 (140)                   | 4.3 (110)                   | 46.2 (1٬170)                |
| المصدر: Weatherbase               |                             |                             |                             |                             |                             |                             |                             |                             |                             |                             |                             |                             |                             |